# BB Minh Thúy
BB Minh Thúy hay BeBe Pham (tên thật Phạm Minh Thúy, sinh ngày 4 tháng 8 năm 1983) là một nữ người mẫu nổi tiếng của Việt Nam. Cho tới nay cô là người mẫu Việt Nam duy nhất làm việc cho Fashion TV. Đồng thời là một trong số ít người mẫu người Việt hoạt động thành công trong làng thời trang ở tầm mức quốc tế, được Hollywood mời đóng phim .

## Thông tin chung
Cô khởi đầu nghề người mẫu năm 19 tuổi. Cùng năm, cô trở thành người mẫu độc quyền cho công ty Pháp chuyên về thời trang Lydac khi vào Thành phố Hồ Chí Minh. Biệt danh BeBe của cô được mọi người đặt vì khuôn mặt của cô trông giống như một đứa trẻ đối với người Pháp. Cô nói rằng mình thích cái biệt danh này và từ đó dùng nó làm nghệ danh.
Năm 2005, sau khi tốt nghiệp khoa kinh tế Đại học Lạc Hồng, cô tham gia cuộc thi Siêu mẫu Việt Nam và giành được giải 3. Sau đó, cô được mời làm người mẫu trong cuộc chụp hình hàng năm của Fashion TV: bộ lịch Underwater Calendar 2007. Và sau đó Bigfoot Entertainment ký với cô hợp đồng 3 năm độc quyền.